# Facundo Bonifazi
Facundo Bonifazi Castro (Montevideo, 29 settembre 1995) è un calciatore uruguaiano, difensore del Cerro Largo.

## Caratteristiche tecniche
È un terzino sinistro.

## Carriera

### Club
Cresciuto nel settore giovanile del Racing Montevideo, ha esordito in prima squadra il 7 febbraio 2016 in occasione del match di campionato vinto 2-0 contro l'El Tanque Sisley.